# Штуббен (Лауэнбург)
Штуббен ( Stubben) — община в Германии, в земле Шлезвиг-Гольштейн.
Входит в состав района Герцогство Лауэнбург. Подчиняется управлению Зандеснебен. Население составляет 400 человек (на 31 декабря 2010 года). Занимает площадь 5,24 км².